# José Daniel Falla Robles
José Daniel Falla Robles (* 7. Oktober 1956 in Bogotá; † 1. Mai 2021 in Soacha, Departamento de Cundinamarca) war ein kolumbianischer Geistlicher und römisch-katholischer Bischof von Soacha.

## Leben
José Daniel Falla Robles besuchte von 1964 bis 1974 das Colegio Mayor Nuestra Señora del Rosario in Bogotá. Anschließend absolvierte er an der Universidad de los Andes in Bogotá ein Studium der Ingenieurwissenschaften. 1982 erwarb er zudem einen Magister im Fach Betriebswirtschaftslehre. Nachdem José Daniel Falla Robles einige Jahre als Ingenieur gearbeitet hatte, trat er 1987 in das Priesterseminar San José in Bogotá ein. Dort studierte er von 1987 bis 1988 Philosophie und von 1989 bis 1992 Katholische Theologie. Der Erzbischof von Bogotá, Mario Kardinal Revollo Bravo, spendete ihm am 28. November 1992 in der Kathedrale der Unbefleckten Empfängnis in Bogotá die Priesterweihe.
Von 1993 bis 1994 war José Daniel Falla Robles zunächst als Ausbilder am Kleinen Seminar in Bogotá tätig, bevor er 1995 dessen Rektor wurde. Falla Robles war von 1996 bis 2001 Pfarrer der Pfarrei Nuestra Señora del Campo und von 2002 bis 2004 Pfarrer der Pfarrei San Diego. 2004 wurde er Rektor des Heiligtums Monserrate.
Neben seinen Aufgaben in der Pfarrseelsorge war José Daniel Falla Robles ab 1996 Mitglied der erzbischöflichen Zehntkommission, Ökonom des Priesterseminars San José und Direktor der Fundación Caja de Auxilios del Clero sowie ab 1997 zudem Mitglied des Vorstands der Fundación Librería del Seminario und der Fundación Mutuo Auxilio Sacerdotal Colombiano (MASC). Ferner wurde Falla Robles 2002 Mitglied des Priesterrats des Erzbistums Bogotá und 2005 Mitglied des Konsultorenkollegiums. Außerdem war er ab 2006 Mitglied des Vorstands der Fundación Buen Samaritano sowie ab 2007 Geistlicher Beirat der Katholischen Aktion im Erzbistum Bogotá und Mitglied der erzbischöflichen Kommission für die Priesterfortbildung.
Papst Benedikt XVI. ernannte ihn am 15. April 2009 zum Weihbischof in Cali und zum Titularbischof von Calama. Die Bischofsweihe spendete ihm der Erzbischof von Bogotá, Pedro Kardinal Rubiano Sáenz, am 20. Juni desselben Jahres in der Kathedrale der Unbefleckten Empfängnis in Bogotá; Mitkonsekratoren waren Erzbischof Aldo Cavalli, Apostolischer Nuntius in Kolumbien, und Juan Francisco Sarasti Jaramillo CIM, Erzbischof von Cali. Vom 15. Juli 2012 bis 8. Juli 2016 war José Daniel Falla Robles zudem Generalsekretär der Kolumbianischen Bischofskonferenz.
Papst Franziskus ernannte ihn am 29. Juni 2016 zum Bischof von Soacha. Die Amtseinführung fand am 15. August desselben Jahres statt.
José Daniel Falla Robles starb am 1. Mai 2021 an den Folgen von COVID-19.